# Beleg van Uchiyama
Het Beleg van Uchiyama was een slag tijdens de Japanse Sengoku-periode. Het beleg vond plaats in 1546 en was een van de stappen van Takeda Shingen om zijn macht in de provincie Shinano te vergroten. Het fort Uchiyama werd beheerd door Oi Sadakiyo. De troepen van Shingen omsingelden het fort en hongerden het garnizoen uit.